# Bogacze (Białoruś)
Bogacze (biał. Багачы, Bahaczy; ros. Богачи, Bogaczi) – wieś na Białorusi, w obwodzie brzeskim, w rejonie kamienieckim, w sielsowiecie Wojska.

## Historia
W dwudziestoleciu międzywojennym osada leżąca w Polsce, w województwie poleskim, w powiecie brzeskim, do 18 kwietnia 1928 w gminie Wojska, następnie w gminie Dmitrowicze. W 1921 miejscowość liczyła 27 mieszkańców, zamieszkałych w 2 budynkach, wyłącznie Białorusinów wyznania prawosławnego.
Po II wojnie światowej w granicach Związku Sowieckiego. Od 1991 w niepodległej Białorusi.